# ليون بلوم
ليون بلوم (بالفرنسية: Léon Blum)‏ سياسي فرنسي (9 أبريل 1872-30 مارس 1950) تولى رئاسة الوزارة في الجمهورية الفرنسية الثالثة مرتين:
- من 4 يونيو 1936 إلى 22 يونيو 1937.
- من 13 مارس إلى 10 أبريل 1938.

كما أصبح بعد الحرب العالمية الثانية آخر رئيس للحكومة الفرنسية المؤقتة من 16 ديسمبر 1946 إلى 16 يناير 1947.
وهو أول اشتراكي وأول يهودي يتولى رئاسة الوزارة في فرنسا.

## نشأته
ولد ليون بلوم عام 1872 في عائلة يهودية غنية في باريس. أبوه أبراهام، تاجر ولد في ألزاس.

## روابط خارجية
- ليون بلوم على موقع الموسوعة البريطانية (الإنجليزية)
- ليون بلوم على موقع مونزينجر (الألمانية)
- ليون بلوم على موقع ألو سيني (الفرنسية)
- ليون بلوم على موقع ميوزك برينز (الإنجليزية)
- ليون بلوم على موقع إن إن دي بي (الإنجليزية)
- ليون بلوم على موقع ديسكوغز (الإنجليزية)